# Gina Moneta
Gina Moneta (Milano, 12 luglio 1894 – Rozzano, 8 settembre 1961) è stata un'attrice italiana.

## Biografia
Figlia dell'attore Luigi Moneta, è attrice nella Compagnia Teatrale del Carro di Tespi; lì conosce il suo direttore, il romano Alberto Cinquini, e lo sposa aggiungendo il suo cognome a quello del marito. Fa il suo esordio nel cinema italiano nel periodo muto con Il processo Clémenceau diretto da Alfredo De Antoni nel 1917, film dove fa il suo esordio come attore Vittorio De Sica. Appare in altri quattro film fino al 1924 (due diretti da Roberto Roberti, padre di Sergio Leone, e uno da Carmine Gallone) quando si ritira temporaneamente dagli schermi poiché diventa madre del celebre montatore Roberto Cinquini. Vi rientra nel primo periodo sonoro, nel 1932, e nel periodo dell'anteguerra partecipa ad altri tredici film, accreditata molte volte come Gina Moneta Cinquini. Nel secondo dopoguerra fa un ultimo rientro sul grande schermo, accanto al padre Luigi, nel film L'arte di arrangiarsi di Luigi Zampa del 1954 prima di ritirarsi definitivamente.

## Filmografia

### Periodo muto
- Il processo Clémenceau, di Alfredo De Antoni (1917)
- Marion, artista di caffè-concerto, di Roberto Roberti (1920)
- Al chiaror dei lampi, di Camillo De Riso (1921)
- Marion, di Roberto Roberti (1923)
- I volti dell'amore, di Carmine Gallone (1924)

### Periodo sonoro
- Il dono del mattino, di Enrico Guazzoni (1932)
- Vivere!, di Guido Brignone (1937)
- Centomila dollari, di Mario Camerini (1940)
- Maddalena... zero in condotta, di Vittorio De Sica (1940)
- La maschera di Cesare Borgia, di Duilio Coletti (1941)
- Voglio vivere così, di Mario Mattoli (1942)
- Capitan Tempesta, di Corrado D'Errico (1942)
- Labbra serrate di Mario Mattoli (1942)
- Il birichino di papà, di Raffaello Matarazzo (1942)
- I pagliacci, di Giuseppe Fatigati (1943)
- Dagli Appennini alle Ande, di Flavio Calzavara (1943)
- La storia di una capinera, di Gennaro Righelli (1943)
- Il diavolo va in collegio, di Jean Boyer (1944)
- L'arte di arrangiarsi, di Luigi Zampa (1954)

## Doppiatrici
- Giovanna Scotto in Dagli Appennini alle Ande